# シバ (植物)
シバ Zoysia japonica Steud. 1854. はイネ科の植物の1つ。地下に根茎を長く伸ばし、背の低い茎を直立させ、地表に葉を広げ、棒状の穂を出す。芝生に使われる植物の代表的なものの1つである。園芸方面では日本シバ、ノシバの名も使われる。

## 特徴
背の低い多年生の草本。根茎は地下にあって長く横に這い、節々から上向きに茎が出てそれが地表に姿を見せる。地表を這う匍匐茎はない。ただし地下を這う根茎が地表に出る例もある。直立する茎の高さは5～15cm。葉は短く詰まった3つの節から2つの葉が接近して着く。葉身は長さ3～10cm、幅2～5(～6)mmで平らになっており、葉舌はなく、葉鞘の口の部分に長い毛がある。葉身には若い時期には長い毛がある。草は全体に硬い。
花期は5～6月。花序は総状花序の形を取り、その長さは3～5cm、幅は2.5～3.8mm。穂は直立する。小穂は歪んだ卵形をしており、長さは約3mm、幅は1.2～1.5mm。長さが幅の約2～3倍になっている。小穂には1個の小花のみが含まれ、表面には光沢がある。小穂を構成する頴は第2包頴と護頴のみとなっており、第1包頴、内頴は退化消失している。第2包頴は革質で硬く、光沢があり、5本の脈があり、背面で強く折れ曲がって護頴を抱え込んでいる。護頴は第2包頴よりやや短く、また質は薄く、1脈があり、背面は竜骨になる。葯は長さ1.5mmほど。
なお、花期のように本種は芝生としてよく利用され、そのための改良品種も多数あり、それが野生化して見られる例もある。
シバの名は細葉（ほせは）や繁葉（しげは）からである、とされる。

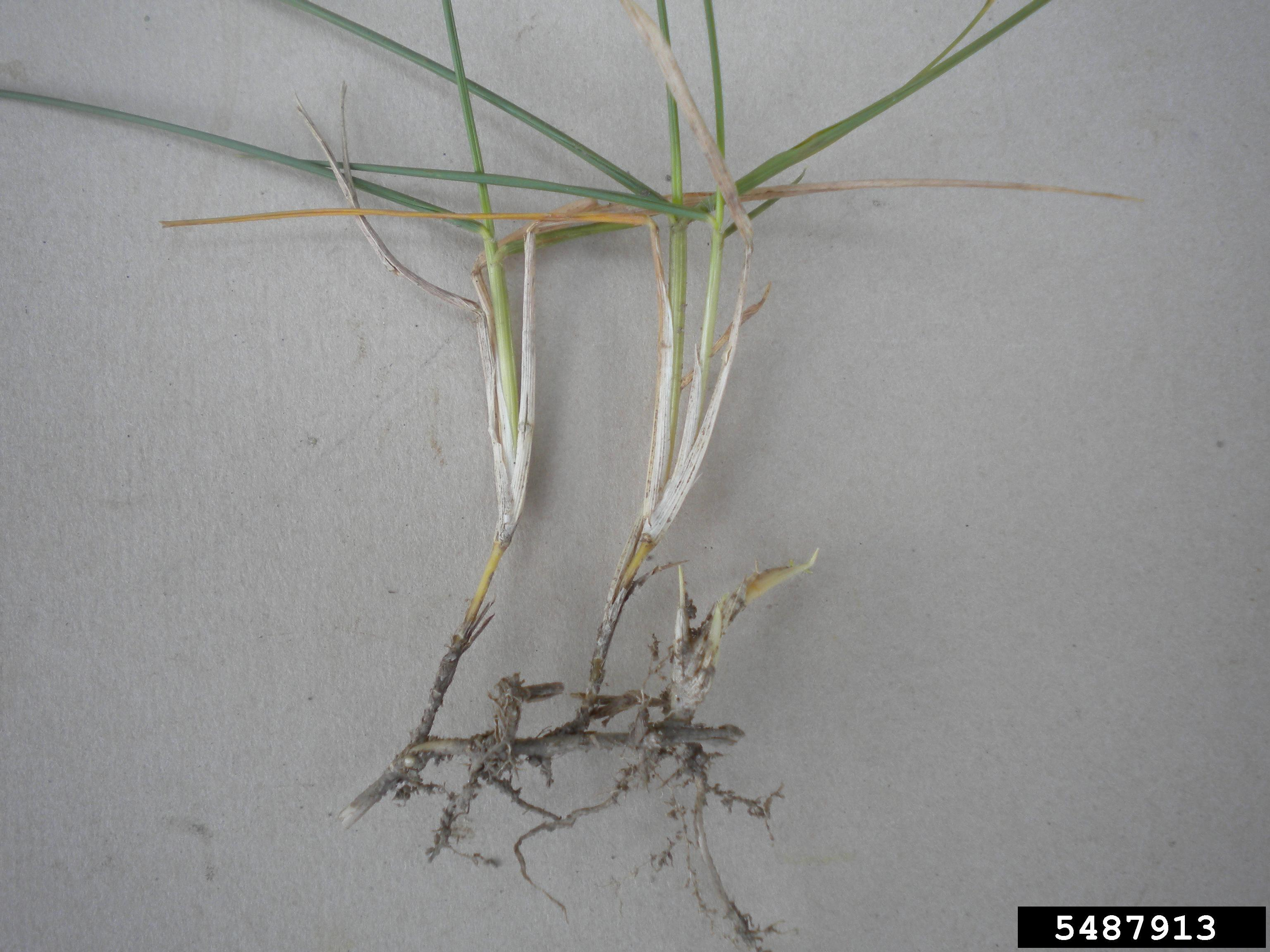
地下茎と直立する茎
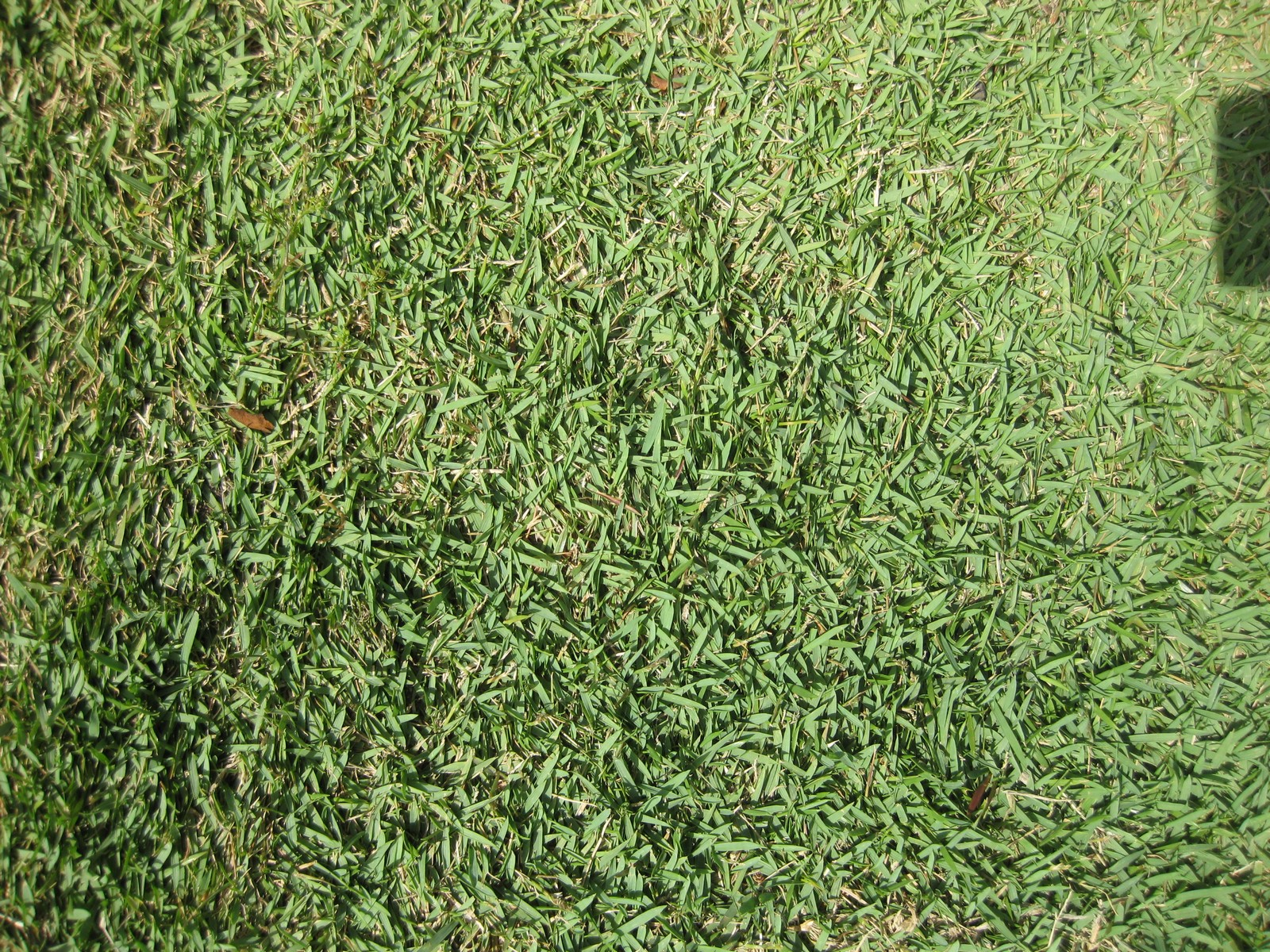
本種による芝生の様子

## 分布と生育環境
日本では（北海道南部から小笠原諸島・大隅諸島のほぼ）全土に分布し、国外では朝鮮半島、中国に分布する。ただし芝生などの用途ではアメリカやヨーロッパで広く利用されている。その生育環境は幅広く、日本では最北は北海道の 北緯43°まで、海岸域から内陸部の標高1500～1800m域まで生育が見られる。
日当たりのよい草地に生える。痩せ地を好み乾燥には強いが、ススキやマツなど背の高い草や木が侵入するとすぐに衰える。茎や葉は硬く、よく踏みつけに耐える。

### 草地の構成種として
日本においてはシバを主体とする草原は主として草地の人為的攪乱、牧草の採取や牧畜などによって形成される。このような草地を構成する植物は種として本種、ワラビ、ススキの3種であり、それ以外の種は量的に遙かに少ない。自然の草地ではこの内でススキが優占するが、牧草地ではまずススキが主として利用され、これに対してワラビは忌避される。そのために次第に地上に光が届くようになるとシバが出現し、シバが地表を覆うようになるとワラビは葉を出しづらくなり、シバが優占するようになる。採草地の場合、採集の頻度が問題になり、年1回程度の場合にはシバ草地への移行は見られない。実験的に本種の種子の発芽には光の影響が大きく、光が当たると発芽が促進されることがわかっている。

## 生態など
シバは草食獣と双利的な関係を持っている。
シバは生産力が高く、また草食獣の摂食に対しても強い。家畜を放牧した場合、シバ草原はススキ草原の3倍もの生産力があり、シバをよく食うシカの場合にはススキ草原でのシカの生息密度よりシバ草原のそれは5倍以上にもなる。シバは匍匐茎を先へ先へと延ばしながら直立茎を出し、直立茎は内側から次々に葉を展開させ、その頂芽は地面ぎりぎりにあるために地上部を食われても成長への影響が少ない。他方でシバにとって生育環境として問題になるのはより背の高くなる植物の繁殖であるが、シカなどの草食獣がそれを食ってくれることはシバにとってよい環境を維持することに役立つ。
またシバの種子はシカなどの動物に食べられて広く散布される。シバの種子は比較的大きく、また小穂の密度も高い。金華山での調査によると種子の数は1平方メートルあたり4万個にも達し、それらの多くはシカに食われる。鹿の糞一粒には最高で20個の種子が含まれていたと言い、鹿の糞排出量が1日で1000粒程度と言うことで、シカの1頭あたり毎日2万粒の種子を散布している可能性がある。つまりシバは草食獣を利用して非常に効果的に種子散布を行っていると考えられる。

## 分類・類似種など
シバ属は東アジアを中心としてアフリカ、オーストラリアまで分布し、15～18種が知られており、日本には5種が知られる。この内でオニシバ Z. macrostachya とコオニシバ Z. sinica var. sinica は海岸の砂浜に生えるもので、何れも地上茎が立ち上がる。後者の変種であるナガミオニシバ Z. sinica var. nipponica はむしろ河口域などの塩性湿地に生える。コウライシバ Z. pacifica とコウシュンシバ Z. matrella は本種より一回り小さく、葉幅や小穂の幅が本種の半分程度かそれ以下である。この2種は九州以南に分布するが、芝生に使われるものでもあり、より広く見られる。

## 保護の状況
ごく普通種であり、環境省のレッドデータブックで指定が無いのは当然と思われるが、府県別では京都府が要注目種、鹿児島県が分布上重要な種に指定している。京都府では元々はごく普通種であったものが近年やや希になっているとのことで、開発や除草剤、草地の放棄による遷移の進行などが原因で、道路脇や公園など踏みつけの効果で本種の主な生育地であったところが舗装されたり除草剤が使用されたりといったことで生育不適となり、またゴルフ場などでは本種以外を用いることが増えたことなどを問題点として挙げている。

## 利用など

### 芝生用の植物として
芝生を作るために用いられている。園芸用にはノシバ、日本シバなどの名で呼ばれ、広く用いられている。在来種なので当然ではあるが日本の気候にもっともよく馴染み、暑さや多湿にも強く、乾燥にもよく耐える上、肥料をあまり必用とせず、病害虫にも強い。また葉の伸びが西洋の芝生の種より少ないために月1回程度の刈り込みで綺麗な状態を維持出来る。本種は野生種の他に芝生用に多くの品種が作られている。本属のもので芝生として用いられているのは本種及びコウライシバ、コウシュンシバの3種であり、それらは総称して Zoysiagrass と呼ばれる。これらもそれぞれに品種改良され、またその間の交配品種も作られ、利用されている。。
日本では古くから庭園で利用されてきたもので、桂離宮書院前のけまり場などが有名である。東アジアにおける本種の利用は1000年前まで遡ることができる。例えば朝鮮では本種が墳墓を覆うようにさせ、それによって寒冷な乾燥した時期にはそれを金色に彩るものとして利用してきており、そのもっとも華々しいものは新羅王国時代に作られた慶州市の巨大な古墳に見ることが出来る。
アメリカにおいては本種の導入はかなり遅く、1800年代となり、それから100年ほどで南北アメリカ、ヨーロッパ、オーストラリアで用いられるようになったが、利用されなかった地域や普及の遅くなった地域も多い。現在に芝生として用いられている植物にはこれ以前に広く使われていたものも多い。本種(及び近縁種)の芝生利用の普及が遅れたのはそのような芝生用植物、特にバミューダグラス(ギョウギシバとその近縁種)の扱い方と本種(とその近縁種)の扱い方の違いを理解していなかったからだと言われている。一般的な芝生用植物に比べて本種(及びその近縁種)の芝生は手入れ、水や肥料などが少なくてもよい芝生を維持することが出来る。
いずれにしても本種はこの属の中で上記の地域の範囲では最も広く芝生のために用いられてきたものであり、園芸品種も数多く育てられてきた。

### その他
日本では本種は牧草としての利用にも長い歴史がある。その当初は馬用のそれとして、より最近ではウシやシカ用として用いられた。